# Serežani
Serežani (lat. servire, fr. sergent) su bili elitna vojska, graničari i carinici u Vojnoj krajini osnovani krajem 18. vijeka i sastavljeni uglavnom od Srba. Uloga im je bila da obavljaju graničnu službu prema Bosni, da obavljaju pratnju po teškom i nepristupačnom terenu koje obične vojne jedinice nisu mogle nadgledati kao i da sprječavaju upade razbojnika iz Bosne i da ih hvataju ako bi uspjeli prijeći granicu. Morali su dobro poznavati područje na kojemu su djelovali, biti odlični strijelci i stalno naoružani. Posebna zadaća serežana bila je održavati javni red i mir, te osigurati (engl. insurance) ličnu imovinu; pratiti zarobljenike i osuđene zločince; pratiti kurire i druge putnike, poštu i ostalo, za što su primali posebnu naknadu te otklanjati nerede i svađe među vojnicima. Postojale su i konjičke serežanske jedinice koje su služile kao pratnja visokim oficirima krajiških pukovnija, prenosile hitne zapovijesti i obavljale posebne zadatke.
Svako ko je stupio u serežasku službu, morao je u probnoj službi provesti godinu dana, a ako je u službu stupio iz vojske, šest mjeseci. U toku probne službe serežani su se obučavali u borbi, mačevanju, plivanju, gađanju, poznavanju i upotrebi službenih propisa, upoznavali su se s zaštitnom službom, vježbali čitanje i pisanje kao i sastavljanje izvještaja i raznih spisa. Serežani su nosili narodno odijelo, posebno se ističući svojim crvenim kabanicama (u Starom Rimu kao i u vrijeme Otomanske imperije samo plemstvo može nositi crvenu boju), a od oružja su imali pušku, dva pištolja i handžar. Serežani su bili oslobođeni bilo kakvih radnih obveza (privilegije) i nekih drugih poreza, a ako su se tokom godine posebno istakli, dobivali su nagrade te procenat od zaplijenjenih predmeta razbojnika i krijumčara.

## Serežani i ban Josip Jelačić
Ustoličenje Josipa Jelačića za bana je obavljeno na Katarininom trgu na Gornjem gradu u Zagrebu. Jelačić je ušao u grad u svečanoj povorci koju su predvodili husari i serežani. Obred je nastavljen u crkvi sv. Marka, a zatim u pravoslavnoj crkvi Sv. Preobraženja, gdje je bana formalno ustoličio srpski patrijarh i mitropolit Josif Rajačić. Ban Jelačić šalje u junu 1848. u Varaždin baruna Josipa Neustadtera da organizuje odbranu grada i zapovijeda vojskom. Već sredinom juna dolaze u grad prve skupine vojnika tzv. serežana. Među prvima su stigli serežani Slunjske graničarske pukovnije. Svaka je, naime, graničarska pukovnija imala u svom sastavu po jedan odred serežana kao elitnu jedinicu. Na području Vojničke granice serežani su obavljali ulogu žandarmerije. Ti su vojnici svojom pojavom i izgledom kod varaždinskih građana izazivali i strah i divljenje. Očevidci ih opisuju kao proste i jake, divljeg izgleda, nosili su turske odore i bili naoružani istočnjačkim oružjem "handžarima, jataganima i kuburama o pojasu, te diljkama o ramenu".

## Spomen serežana u Dnevniku Andrije Torkvata Brlića
Andrija Torkvat Brlić na više mjesta u svom Dnevniku pominje serežane: "...zato ja...kao komandant Šerežanah i visitator dođoh... Probudiv se vidim, da svi spavaju serežani. Probudim zato njeke i patrolje izašaljem..." "Vratim se u tabor i konje pošaljem. Uzmem serežane i idem..." Iz ovoga se vidi da su serežani bili i lična pratnja, obezbjeđenje komandanata, banova, vladara, kao što su u mitologiji serafimi nebeska vojska koja okružuje Sabaota, Gospoda nad vojskama.
Serežani su imali pored uloge tjelohranitelja vladara i posao da izvršuju smrtne presude po nalogu najviših vlasti: "...da je iz varoši spion i kog ban kroz serežane htjede dat ubit."

## Spomen serežana u pismu generala Budislava Budisavljevića
Budislav Budisavljević iz Gospića 5. juna 1848, šalje svom sinu Geni pismo u Šibenik, u kojem između ostaloga piše: "Jasam bio poslan u Sriem na Sabor, pak taise razvali, i na Putu me stiže Verordnunga da idem odma u Zagreb, i da zamnom konji idu, tamo kad dočo, ćiaume naDravu na kordon macharski i poslati, ali budući da stiže od Ministeriuma iz Beča Zapovied, da gradishki, Brodski, i Petrovaradinski drugi Ba(tali)oni u agrebu ostanu, i da u Italiu neidu, tako odpustishe mene natrag, ali isto(m) shto cući doćo, evo opet Verodnunge, da idem do dalne Zapovjedi Regimnt Otočki primiti... U doidući czertvertak ide 50 Seressana u 6... Mislim daćemo se počupati s Magyari... Danasje Sabor u Zagrebu otvoren, a jučerje Ban intaliran, pozdravi Maxu, pisaćumu iz Otočcza."

## Spomen serežana u crnogorskom godišnjaku "Orlić"
U tekstu Mihovila Pavlinovića "Crna Gora" pored ostaloga stoji i pomen serežana: "U jatu Srbi i Hrvati: Crnogorci, brđani, serežani, Arbanijom i Hercegovinom, tada su ljuto razgonili Turke."  "I pošto sjede u Podgorici sa šezdeset tisuća Turaka, posla carev Serašćer vladici Danilu po harač i po tri glavita taoca, ako neće da mu do kamena opali Crnugoru.